# Шишков, Василий Фёдорович
Василий Фёдорович Шишков (1900, Новое Село, Могилёвская губерния — 1987, Симферополь) — советский хозяйственный, государственный и политический деятель.

## Биография
Родился 1 января 1900 года в деревне Новое Село.  В 1914 году пастух, батрак.
Участник Гражданской войны, в РККА с мая 1919 года. Член КПСС с 1925 года. Секретарь Новосельского сельсовета, секретарь партячейки, организатор колхоза, председатель Толочинского райисполкома, заведующий ОРГО Осиповичского райкома ВКП(б), политработник Красной Армии, народный комиссар земледелия Белорусской ССР, на партийной работе в Белорусской ССР.
Избирался депутатом Верховного Совета СССР 1-го созыва от Оршанского сельского округа Белорусской ССР.
Участник Великой Отечественной войны, заместитель интенданта 47-й Армии по политической части. Подполковник.
После войны жил в Симферополе. Умер в Симферополе в 1987 году.

## Награды
- Медаль «За боевые заслуги» (3.11.1944)
- Орден Красной Звезды (25.11.1944)
- Медаль «За победу над Германией в Великой Отечественной войне 1941–1945 гг.» (9.05.1945)
- Медаль «За освобождение Варшавы» (9.06.1945)
- Орден Отечественной войны I степени (10.06.1945)
- Медаль «За взятие Берлина» (18.10.1945)
- Орден Красной Звезды (20.06.1949)
- Орден Красного Знамени (05.11.1954)
- Орден Отечественной войны I степени (06.04.1985)[3]